# François Antoine Lapierre
François Antoine Lapierre (Cavaillon, Valclusa, 1769 - Sant Romieg, Boques del Roine, 1824) fou un compositor francès. Durant molt de temps fou mestre de capella a Ais de Provença. Les seves composicions, que deixà inèdites, han estat molt apreciades, i en aquestes s'imita l'estil de Cherubini del que era contemporani. Entre les seves obres més notables hi figuren un Stabat Mater i una missa de rèquiem.